# ザ・ウォード/監禁病棟
『ザ・ウォード/監禁病棟』（ - かんきんびょうとう、The Ward）は、ジョン・カーペンター監督によるホラー映画である 。2010年にトロント国際映画祭でプレミア上映され、翌2011年に一般公開された。

## ストーリー
1959年、火事現場に居合わせたクリステンは放火の疑いをかけられ、そのまま精神病院に監禁された。
同年代の少女4人を収容する奥の監禁病棟に隔離されたクリステンは、見えない人の気配を感じ不安を抱く。ほかのゾーイ、サラ、アイリス、エミリーの４人のような病気ではないと思ってるクリステンは、担当医ストリンガーと面接し、自分の仕業とされる放火と、名前以外、記憶を失っていることに気がつく。さらにその夜、廊下を歩くおぞましい姿の女性を目撃する。やがてアイリスが、自分は病気が完治したので退院するといったきり、姿を消す。次はまたサラも襲われ姿を消していく。病院で何かが起こっているが、病院側はだれも耳を貸そうとしない。クリステンはエミリーと脱走を試みるが失敗、連れもどされ、エミリーも失う。これまでの疑問をゾーイに問いつめたところ、アリスと言う女性をかつて皆で殺したことを白状する。そのアリスの復讐だと思ったクリステンは、再びゾーイと脱走するが、アリスの亡霊に襲われる。クリステンは格闘の末、これを倒すのだった。しかし、そこには普通の姿のアリスと家族とストリンガーがいた。アリスは、多重人格障害で、妄想の中で、いくつもの人格を生み出していたのだった。

## キャスト
| 役名         | 俳優                   | 日本語吹替 |
| ------------ | ---------------------- | ---------- |
| クリステン   | アンバー・ハード       | 木下紗華   |
| エミリー     | メイミー・ガマー       | 牛田裕子   |
| サラ         | ダニエル・パナベイカー | 羽飼まり   |
| ゾーイ       | ローラ＝リー           | 内山夕実   |
| アイリス     | リンジー・フォンセカ   | 中嶋アキ   |
| アリス       | ミカ・ブーレム         |            |
| ストリンガー | ジャレッド・ハリス     | 宗矢樹頼   |
| ロイ         | ダン・アンダーソン     |            |
| 主任看護婦   | スザンナ・バーニー     |            |

## 評価
レビュー・アグリゲーターのRotten Tomatoesでは72件のレビューで支持率は33%、平均点は4.50/10となった。Metacriticでは18件のレビューを基に加重平均値が38/100となった。

## その他
- ダンスシーンで流れる曲はThe Newbeats - Run, Baby Run (Back Into My Arms)